# 대경 (서하 인종)
대경(大慶)은 서하 인종(西夏 仁宗) 이인효(李仁孝)의 치세에 쓰던 연호이다.

## 연대 대조표
| 대경        | 원년            | 2년             | 3년             | 4년             |
| 서기 (西紀) | 1140년          | 1141년          | 1142년          | 1143년          |
| 간지 (干支) | 경신(庚申)      | 신유(辛酉)      | 임술(壬戌)      | 계해(癸亥)      |
| 남송 (南宋) | 소흥(紹興) 10년 | 소흥(紹興) 11년 | 소흥(紹興) 12년 | 소흥(紹興) 13년 |

## 같이 보기
- 다른 왕조의 같은 연호
  - 쩐 왕조(陳朝) 다이카인(大慶, 1314년 ~ 1323년)

- 중국의 연호 목록

| 이전 연호 대덕(大德) | 중국의 연호 서하(西夏) | 다음 연호 인경(人慶) |